# Hai Zi
 (juillet 2022).
Si vous disposez d'ouvrages ou d'articles de référence ou si vous connaissez des sites web de qualité traitant du thème abordé ici, merci de compléter l'article en donnant les références utiles à sa vérifiabilité et en les liant à la section « Notes et références ».
Œuvres principales
« Face à la mer »
Compléments
- « La Réponse »
- « L’automne »
- « L’interrogatoire »

Hai Zi (chinois : 海子 ; pinyin : Hǎi Zi ; 24 mars 1964 - 26 mars 1989) est le pseudonyme du poète chinois Zha Haisheng, l'un des plus célèbres après la révolution culturelle. Empreinte de mysticisme et influencée par la philosophie et l’art moderne occidental, sa poésie connaît aujourd’hui une grande renommée auprès des Chinois de la jeune génération.

## Expérience
Né dans un petit village de la province d'Anhui, Hai Zi est admis à quinze ans au département de droit de l'Université de Pékin. Étudiant brillant, il commence par publier des articles, avant d'obtenir son diplôme à 19 ans et de devenir professeur à l'Université de droit et de science politique de Chine (en) dont il édite le journal.
Il commence à écrire des poèmes en 1982 et remporte le prix spécial du « Prix de Littérature du 4 mai » du premier festival d’art de l'Université de Pékin, pour « Cuivre asiatique » et « Le soleil d'Arles », écrits en 1984, où pour la première fois il utilise son nom de plume. Ses premières œuvres sont influencées par les Poètes obscurs, notamment Yang Lian, bien que les critiques aient des points de vue divergents sur sa culture, sa structure artistique ou son langage vivant. Par la suite, l'image de Hai Zi en tant que poète romantique moderne devient de plus en plus conséquente. Ses courts poèmes lyriques plaisent particulièrement. Ceux-ci abordent l'amour de la vie, la méditation sur l'existence et la souffrance de la perte de l'amour.
Son œuvre est constituée de 250 poèmes courts, 400 pages de poèmes longs, des nouvelles et des pièces de théâtre. Ses œuvres complètes ont été publiées en 1997 par son ami le poète Xi Chuan (zh).
Depuis 1993, l'Université de Pékin organise chaque année un festival de poésie pour commémorer Hai Zi.

## Suicide
Il se suicide à vingt-cinq ans en se couchant sur des rails, à Shanhaiguan. Les raisons qui l'ont poussé à mettre fin à ses jours continuent de faire débat. Dans son œuvre, les références à la mort sont constantes, et Hai Zi souffrait d'isolement, de dépression et d'hallucinations.

## Œuvres principales

### Poèmes courts
- « Cuivre asiatique »
- « Le soleil d'Arles »
- « Les quatre sœurs »
- « Vers la nuit »
- « Face à la mer, au printemps doux s’ouvrent les fleurs »
- « Printemps, dix Hai Zi »

### Poèmes longs
- « Légende »
- « La rivière »
- « Mais l’eau, l’eau »
- « Messie »
- « Six histoires mystérieuses »

### Poèmes traduits en français
- « Émouvoir »[2]
- « Face à la mer », traduit par Chantal Chen-Andro[2]
- « Hymne à la nuit dédié à la fille de la nuit », traduit par Zhang Bo et Yves Bergeret (2014)[3]
- « L'automne », traduit par Zhang Bo et Yves Bergeret (2014)[3]
- « L'interrogatoire », traduit par Zhang Bo et Yves Bergeret (2014)[3]
- « Le Cygne », traduit dans Le ciel en fuite : Anthologie de la nouvelle poésie chinoise (2004)[1]
- « La Réponse », traduit par Zhang Bo et Yves Bergeret (2014)[3]
- « Maison », traduit par Romain Graziani dans Le ciel en fuite : Anthologie de la nouvelle poésie chinoise (2004)[4]
- « Tes mains »[2]

## Annexe